# Marussia F1
Marussia F1 Team (pozneje Manor Marussia F1 Team) je nekdanje moštvo v Svetovnem prvenstvu Formule 1, ki se je dirk udeleževalo med sezonama 2012 in 2015. Moštvo je imelo sedež v Veliki Britaniji, a je med sezonama 2012 in 2014 dirkalo z rusko licenco.

## Zgodovina
Britansko moštvo Manor Grand Prix je leta 2009 dobilo pravico do nastopanja v Formuli 1 v sezoni 2010, a je začelo dirkati pod imenom Virgin Racing, potem ko je britanska družba Virgin Group postala njegov glavni sponzor. Ruski proizvajalec športnih avtomobilov Marussia Motors je novembra 2010 postal večinski lastnik moštva in ga za sezono 2011 preimenoval v Marussia Virgin Racing.
Pred začetkom sezone 2012 je sledilo preimenovanje v Marussia F1 Team. Čeprav je moštvo obdržalo sedež v Veliki Britaniji, se je za Svetovno prvenstvo Formule 1 registriralo z rusko dirkaško licenco. S tem je bilo po moštvu Midland, ki je nastopalo v sezoni 2006, drugo rusko moštvo v zgodovini Svetovnega prvenstva Formule 1. Družba Virgin Group je nadaljevala podpirati Marussio kot eden izmed sponzorjev, dirkalnike pa so še naprej poganjali Cosworthovi motorji. Timo Glock, ki je v sezonah 2010 in 2011 dirkal pri moštvu Virgin Racing, je podpisal novo večletno pogodbo z Marussio. Sedež drugega dirkača je dobil novinec Charles Pic, ki je v seriji GP2 v sezoni 2011 zasedel četrto mesto v skupnem seštevku dirkaškega prvenstva.
Konec februarja 2012 so pri Marussii morali izboljšati dirkalnik MR01, potem ko ta ni uspešno opravil eden izmed osemnajstih testov varnosti v primeru nesreče. Dirkalnik so nazadnje predstavili 5. marca 2012 na dirkališču Silverstone. Testna dirkačica moštva María de Villota je 3. julija 2012 med testiranjem aerodinamike dirkalnika pri vožnji po ravninah na letališču Duxford doživela hudo nesrečo in izgubila desno oko. Petnajst mesecev pozneje je za posledicami poškodbe umrla.
Glock je na dirki za Veliko nagrado Singapurja dosegel dvanajsto mesto, kar je bila najboljša uvrstitev moštva v sezoni 2012. Še eno uvrstitev na dvanajsto mesto je dosegel Pic na zadnji dirki sezone v Braziliji. Marussia je bila ob moštvih Caterham in HRT eno izmed treh moštev, ki v sezoni 2012 niso osvojila točk, a se je v skupnem seštevku konstruktorskega prvenstva uvrstila na enajsto mesto pred moštvom HRT. Ker je Caterhamov dirkač Vitalij Petrov dirko v Braziliji končal na enajstem mestu, je njegovo moštvo v skupnem seštevku konstruktorskega prvenstva prehitelo Marussio.
Novembra 2012 je bilo objavljeno, da bo Pic v sezoni 2013 nastopal pri Caterhamu. Njegov sedež pri Marussii je kmalu zatem dobil novinec Max Chilton. Januarja 2013 je moštvo po treh sezonah zapustil Glock, ki je iz »komercialnih razlogov« razveljavil svojo večletno pogodbo. Glocka je konec februarja 2013 nadomestil Jules Bianchi, varovanec Ferrarija in prav tako novinec v Formuli 1.
Bianchi je na dirki za Veliko nagrado Malezije dosegel trinajsto mesto, kar je bila najboljša uvrstitev moštva v sezoni 2013. Zaradi tega je Marussia na koncu sezone zasedla deseto mesto v skupnem seštevku konstruktorskega prvenstva pred Caterhamom, pri katerem se dirkača nista uvrščala višje od štirinajstega mesta. Kljub temu, da moštvo ni osvojilo točk, se je dirkalnik izkazal kot izjemno zanesljiv. Chilton je vse dirke odpeljal do konca, medtem ko je Bianchi v devetnajstih nastopih odstopil le trikrat – dvakrat zaradi nesreče in enkrat zaradi problemov z motorjem.
V sezoni 2014 je moštvo začelo uporabljati Ferrarijeve motorje, saj je v Formuli 1 prišlo do sprememb pravil in so se pri Cosworthu odločili, da novih motorjev ne bodo razvili. Chilton in Bianchi sta obdržala dirkaška sedeža. Bianchi se je na dirki za Veliko nagrado Monaka uvrstil na deveto mesto in osvojil prvi dve točki moštva. Julija 2014 se je moštvu kot testni dirkač pridružil Alexander Rossi. Ta naj bi od dirke za Veliko nagrado Belgije nadomestil Chiltona kot stalni dirkač, a do tega na koncu ni prišlo.
Oktobra 2014 je na deževni dirki za Veliko nagrado Japonske Bianchi zletel s proge in trčil v bager, ki je odpravljal dirkalnik Sauberjevega dirkača Adriana Sutila, ki se je ponesrečil krog predtem. Bianchi je v nesreči utrpel hudo poškodbo glave, zaradi katere je ostal v komi in julija 2015 umrl. To je bila po smrtnih nesrečah Rolanda Ratzenbergerja in Ayrtona Senne na Veliki nagradi San Marina 1994 prva smrt nekega dirkača Formule 1 za posledicami nesreče tekom dirkaškega konca tedna.
Na dirki za Veliko nagrado Rusije 2014, prvi po Bianchijevi nesreči, je moštvo zastopal le Chilton, čeprav je bil Rossi registriran kot drugi dirkač. Pred naslednjo dirko za Veliko nagrado ZDA je glavni ruski vlagatelj prenehal finančno podpirati moštvo, ki je tako odšlo v stečaj in na zadnjih treh dirkah sezone 2014 ni nastopilo. Kljub temu se je Marussia z dvema osvojenima točkama za deveto mesto Bianchija v Monaku uvrstila na deveto mesto skupnega seštevka konstruktorskega prvenstva pred Sauberjem in Caterhamom, ki nista osvojila točk. Zaradi tega je moštvu pripadla večmilijonska nagrada za uvrstitve višje od desetega mesta, ki mu je pomagala pri novem zagonu pred začetkom sezone 2015.
Januarja 2015 je moštvo v Veliki Britaniji našlo nove vlagatelje, dobilo britansko dirkaško licenco in se preimenovalo v Manor Marussia F1 Team. Po opravljenih testiranjih s predelano različico dirkalnika iz sezone 2014 je bilo moštvu dodeljeno dovoljenje za nastop na prvi dirki sezone 2015 za Veliko nagrado Avstralije. Dirkaška sedeža sta dobila Will Stevens in Roberto Merhi.
V Avstraliji moštvo ni nastopilo, kljub temu, da je prišlo na dirkališče. Na preostalih dirkah je najboljši rezultat doseglo z dvema uvrstitvama na dvanajsto mesto. Prvič se je na dvanajsto mesto uvrstil Merhi na dirki za Veliko nagrado Velike Britanije. Na petih izmed zadnjih sedmih dirk sezone 2015 je Merhija zamenjal Rossi, ki je prav na svoji domači dirki za Veliko nagrado ZDA zasedel dvanajsto mesto. Manor Marussia je bila edino moštvo, ki je sezono 2015 končalo brez osvojene točke.
V sezoni 2016 je moštvo nastopalo pod imenom Manor Racing Team (MRT) in uporabljalo Mercedesove motorje.

## Pregled rezultatov
(legenda) (odebeljene dirke pomenijo najboljši štartni položaj, poševne najhitrejši krog, ‡ - uvrščen, kljub odstopu)
| Leto | Šasija | Motor                  | Gume | Dirkači         | 1   | 2   | 3   | 4   | 5   | 6   | 7   | 8   | 9   | 10  | 11  | 12  | 13  | 14  | 15  | 16  | 17  | 18  | 19  | 20  | Toč | Prv |
| ---- | ------ | ---------------------- | ---- | --------------- | --- | --- | --- | --- | --- | --- | --- | --- | --- | --- | --- | --- | --- | --- | --- | --- | --- | --- | --- | --- | --- | --- |
| 2012 | MR01   | Cosworth CA2012 V8     | P    |                 | AVS | MAL | KIT | BAH | ŠPA | MON | KAN | EU  | VB  | NEM | MAD | BEL | ITA | SIN | JAP | KOR | IND | ABU | ZDA | BRA | 0   | 11. |
| 2012 | MR01   | Cosworth CA2012 V8     | P    | Timo Glock      | 14  | 17  | 19  | 19  | 18  | 14  | Ret | DNS | 18  | 22  | 21  | 15  | 17  | 12  | 16  | 18  | 20  | 14  | 19  | 16  | 0   | 11. |
| 2012 | MR01   | Cosworth CA2012 V8     | P    | Charles Pic     | 15  | 20  | 20  | Ret | Ret | Ret | 20  | 15  | 19  | 20  | 20  | 16  | 16  | 16  | Ret | 19  | 19  | Ret | 20  | 12  | 0   | 11. |
| 2013 | MR02   | Cosworth CA2013 V8     | P    |                 | AVS | MAL | KIT | BAH | ŠPA | MON | KAN | VB  | NEM | MAD | BEL | ITA | SIN | KOR | JAP | IND | ABU | ZDA | BRA |     | 0   | 10. |
| 2013 | MR02   | Cosworth CA2013 V8     | P    | Jules Bianchi   | 15  | 13  | 15  | 19  | 18  | Ret | 17  | 16  | Ret | 16  | 18  | 19  | 18  | 16  | Ret | 18  | 20  | 18  | 17  |     | 0   | 10. |
| 2013 | MR02   | Cosworth CA2013 V8     | P    | Max Chilton     | 17  | 16  | 17  | 20  | 19  | 14  | 19  | 17  | 19  | 17  | 19  | 20  | 17  | 17  | 19  | 17  | 21  | 21  | 19  |     | 0   | 10. |
| 2014 | MR03   | Ferrari 059/3 1.6 V6 t | P    |                 | AVS | MAL | BAH | KIT | ŠPA | MON | KAN | AVT | VB  | NEM | MAD | BEL | ITA | SIN | JAP | RUS | ZDA | BRA | ABU |     | 2   | 9.  |
| 2014 | MR03   | Ferrari 059/3 1.6 V6 t | P    | Max Chilton     | 13  | 15  | 13  | 19  | 19  | 14  | Ret | 17  | 16  | 17  | 16  | 16  | Ret | 17  | 18  | Ret |     |     |     |     | 2   | 9.  |
| 2014 | MR03   | Ferrari 059/3 1.6 V6 t | P    | Jules Bianchi   | NC  | Ret | 16  | 17  | 18  | 9   | Ret | 15  | 14  | 15  | 15  | 18† | 18  | 16  | 20† |     |     |     |     |     | 2   | 9.  |
| 2015 | MR03B  | Ferrari 059/3 1.6 V6 t | P    |                 | AVS | MAL | KIT | BAH | ŠPA | MON | KAN | AVT | VB  | MAD | BEL | ITA | SIN | JAP | RUS | ZDA | MEH | BRA | ABU |     | 0   | 10. |
| 2015 | MR03B  | Ferrari 059/3 1.6 V6 t | P    | Will Stevens    | DNP | DNS | 15  | 16  | 17  | 17  | 17  | Ret | 13  | 16† | 16  | 15  | 15  | 19  | 14  | Ret | 16  | 17  | 18  |     | 0   | 10. |
| 2015 | MR03B  | Ferrari 059/3 1.6 V6 t | P    | Roberto Merhi   | DNP | 15  | 16  | 17  | 18  | 16  | Ret | 14  | 12  | 15  | 15  | 16  |     |     | 13  |     |     |     | 19  |     | 0   | 10. |
| 2015 | MR03B  | Ferrari 059/3 1.6 V6 t | P    | Alexander Rossi |     |     |     |     |     |     |     |     |     |     |     |     | 14  | 18  |     | 12  | 15  | 18  |     |     | 0   | 10. |